# Ернульф Тіґерстедт
Áксель Éрнульф Тíґерстедт (швед. Axel Örnulf Tigerstedt, * 29 вересня 1900, Гельсинкі — † 6 листопада 1962, Стренґнес, Швеція) — шведсько-фінський поет, прозаїк, перекладач і журналіст.

## Біографічні дані
Народився в сім'ї відомого наукового діяча, геолога й дендролога Акселя Фредріка Тіґерстедта та Марії Гелени Флоренс фон Шульц. Мав сестру Марію й братів Єрана, Карла Ґустава Людвіґа, Акселя Улофа та Еріка — видатного винахідника.
У творчості вживав псевдоніми. «Аксель Фредрікссон» — як данину давній скандинавській традиції зватися по батькові. «Ерік Фаландер» — як пам'ять про колишнє родове прізвище, яке мали Ернульфові предки до 1691 року, коли стали шляхтичами з прізвищем Тіґерстедт. 
1918 р. Ернульф Тіґерстедт почав друкуватися, а з 1920-х років співпрацює з різними мас-медіа. Довгий час діяв у галузі пропаганди, зокрема брав участь у роботі Державної інформаційної служби. На початку 1930-х Тіґерстедт вступив у крайньо праву й ультранаціоналістичну, так звану щирофінську Патріотичну народну партію. Був заступник голови товариства «Данте Аліг'єрі», у 1933—1934 рр. очолював фінський ПЕН-клуб.
1942 року з ініціативи Геббельса засновано Європейську спілку письменників, і в березні цього ж року з фінського боку її статут підписали Арві Ківімаа й Ернульф Тіґерстедт. Членами спілки стали Міка Валтарі, Майла Тальвіо, Ір'є Сойні, Вільйо Каява, Бертель Ґріпенберг, Тіто Колліандер та інші.
У міжвоєнний час і роки війни Тіґерстедт був головний ідеолог угруповання молодих правоекстремістських письменників у видавництві Седерстрема. До цієї групи, що мала неофіційну назву «Чорна гвардія», належали, зокрема, кузин Тіто Колліандер, Єран Стеніус і Едвард Роберт Ґуммерус.
На початку осени 1944-го Тіґерстедт мусив емігрувати до Швеції, бо інакше ризикував зазнати репресій від комуністів.
Був двічі одружений. Спершу з Гільмою Терезою, а тоді з Анітою Тіґерстедт (Катані). Мав дочку Крістіну.

## Творчість
Пережиття часів громадянської війни у Фінляндії й сильний консерватизм родинних традицій дуже вплинули на формування Тіґерстедта як творця, а згодом спонукали його стати прихильником італійського й німецького фашизму. Маючи закладеною в основі свого світосприйняття класичну суперечність між культурою й природою, молодий літератор перейняв учення таких філософів, як німець Освальд Шпенґлер і американець Лотроп Стоддард.
1918 року Ернульф Тіґерстедт опублікував свою першу збірку віршів «Хвилі», позначену, як і дві наступні — «Новели» й «Exercitia», учнівством і наслідуванням Гейденстама. Справжній успіх принесли дві поетичні збірки «Біля межі» (1928) та «Брила і доля» (1931) з модерністично забарвленою лірикою, характерні естетизмом і вивищуванням європейської культури. У тридцятих роках багато хто у Швеції й Фінляндії вважав Тіґерстедта одним із найвидатніших модерністів. Згодом вийшли збірки есеїв «Постріл через грань» (1934) та «Без орлів» (1935). Збіркою віршів «Праведні путі» (1933) він поставив себе далеко по правий бік барикад у тодішніх політичних та літературних суперечках. Тіґерстедта характеризували як «ліричного прапороносця фашизму й нацизму у шведськомовних країнах». Заради справедливости слід зауважити, що він був таки вільний від расизму, властивого гітлерівському націонал-соціалізму.
І поезії, і прозі  Тіґерстедта притаманне схиляння перед силою. Особливо відчутно це в «Праведних путях» (1933), де автор вихваляє Марка Аврелія за перемогу над маркоманами, та в «Останньому етапі» (1940). У поемі «Принц» із цієї останньої збірки написано:
Де перевага, там право.

Де право, там правда.

Зігнуті шиї вітають знамена звитяжців,

І богиня стелить ложе в шатрі переможця.

Під час Другої світової війни чітко виявився глибоко закорінений антикомунізм письменника. Тіґерстедт наблизився до платформи гітлерівців, і не останню роль у цьому відіграла його робота на державній пропагандистській службі. 
1942 р. він видав дуже інформативну й близьку до життєвої правди книжку «Поліція дає бій радянським шпигунам у Фінляндії 1919 — 1939 рр.». У вкрай пронімецьких «Потаємних змовах» (1944) у глухій погрозливій тональності ведуться розмірковування про майбуття Європи, розмашистими мазками змальовано варваризм, що пошириться континентом, якщо Радянський Союз стане переможцем у світовій війні. Ці дві книжки потрапили до списку забороненої літератури, який у Фінляндії восени 1944 року складено на вимогу СРСР. Нині збереглося всього кілька примірників цих видань — зокрема в університетах Гельсинкі й Турку.
Твори, написані в еміграції, сприймаються як трагічне намагання якось виправдатися перед самим собою, знайти душевну рівновагу й віддати належне новій батьківщині — Швеції.

## Власні твори
- Vågor. Söderström & Co. 1918 — «Хвилі»
- Noveller. Söderström 1923 — «Новели»
- Exercitia. Söderström 1924 — «Exercitia»
- Vid gränsen. Söderström 1928 — «Біля межі»
- Majoren på Brörnby ett porträtt. Söderström 1928 — «Портрет майора в Брернбю»
- Vi resa söderut. Söderström 1930 — «Мандруємо на південь»
- Block och öde. Söderström 1931 — «Брила і доля»
- Heliga vägarna. Söderström 1933 — «Праведні путі»
- Skott i överkant. Söderström 1934 — «Постріл через грань»
- Utan örnar. Söderström 1935 — «Без орлів»
- 105 taistelun päivää: Suomen ja Neuvostoliiton sota talvella 1939-40, toimittanut Örnulf Tigerstedt. Itsenäisyyden liitto 1940 — «105 днів бою: радянсько-фінська війна взимку 1939-40»
- Sista etappen. Söderström 1940 — «Останній етап»
- I Österled en bokfilm om Svenska Frivilligkåren. Självständighetsförb. Stockholm 1940 — «На Схід» (книжка-фотоальбом про Шведський добровольчий корпус)
- Huset Hackman en viburgensisk patriciersläkts öden 1790—1879. Södeström 1: Huset Hackman 1790—1849 1940, Andra delen: Huset Hackman 1849—1879 1952 — «Доля старовинного виборзького роду Гакманів у 1790 — 1879 роках»
- Kauppahuone Hackman erään vanhan Wiipurin kauppiassuvun vaiheet 1790—1879. Otava 1. osa 1940, 2. osa 1952 — «Доля старовинного виборзького роду Гакманів у 1790 — 1879 роках»
- Statspolisen slår till kampen mot sovjetspionaget i Finland 1919—1939. Fahlcrantz & Gumaelius, Stockholm 1942 — «Поліція дає бій радянським шпигунам у Фінляндії 1919 — 1939 рр.»
- Vastavakoilu iskee. Suomen taistelu neuvostovakoilua vastaan 1919—1939. Otava 1943 — «Поліція дає бій радянським шпигунам у Фінляндії 1919 — 1939 рр.»
- Hemliga stämplingar. 1944 — «Потаємні змови»
- Den lycklige Jokern. Söderström 1945 — «Щасливий Джокер»
- Katedralen. Söderström 1947 — «Кафедральний собор»
- Floden rinner förbi. Söderström 1948 — «Ріка тече мимо»
- Det ekar under valven bilder och gestalter ur Hässelbyholms historia. Fahlcrantz & Gumælius, Stockholm 1949 — «Воно відлунює під образом склепіння і постає з історії Гессельбюгольмського замку»
- Fälld vindbrygga. Söderström 1950 — «Повалено розвідний міст»
- Valv och båge, valda dikter. Söderström 1951 — «Склепіння і арка» (вибрані вірші)
- Den blå porten. Söderström 1953 — «Блакитна брама»
- Fagerstabrukens historia del 4: Kavalkad. 1957 — «Історія підприємства «Фаґершта брук». Частина четверта: «Кавалькада»
- Källorna sorlar i väster: färder i Sverige. Tomas förlag, Strängnäs 1964 — «Джерела дзюрчать на заході: мандрівки по Швеції»

## Переклади
- Mikael Ludenfot: hans ungdoms öden och äventyr i många länder intill år 1527, sanningsenligt framställda av honom själv i tio böcker / Mika Waltari. Wahlström & Widstrand, Stockholm 1983 — «Мікаель Луденфут: його доля замолоду і пригоди в багатьох країнах до 1527 року, які він сам правдиво оповів у десяти книгах» (твір Міки Валтарі, переклад із фінської)
- Mikael Hakim: nio böcker om Mikael Ludenfots eller Mikael el Hakims liv 1527—1538 sedan han bekänt sig till den ende guden och trätt i höga portens tjänst / Mika Waltari; översättning: Örnulf Tigerstedt. Wahlström & Widstrand, Stockholm 1983, 1986 — «Мікаель Гакім: дев'ять книг про життя Мікаеля Луденфута, або ж Мікаеля ель-Гакіма, у 1527 — 1538 роках, відколи він визнав Єдиного Бога і став служити Високій Порті» (твір Міки Валтарі, переклад із фінської)

## Критика
- Göran O:son Waltå: Poet under Black Banners. The Case of Örnulf Tigerstedt and Extreme Right-Wing Swedish Literature in Finland 1918—1944. Uppsala Universitetet 1993